# Tintín i el llac dels taurons
Tintín i el llac dels taurons és cronològicament el 24è àlbum de la sèrie de Tintín, tot i que a vegades no se'l considera un àlbum oficial, en ser l'únic no escrit per Hergé.

## Argument
Tintín, Milú i el Capità Haddock són convidats pel seu bon amic, el Professor Tornassol, a una tranquil·la casa prop d'un llac al llunyà país de Sildavia, on està realitzant uns experiments i té la por que li robin el seu gran invent, per això ha demanat ajuda als seus amics i als detectius Dupond i Dupont. El misteriós invent és un copiador de coses, a partir d'una pasta i una màquina s'aconsegueix fer les còpies més exactes de qualsevol objecte. Malgrat la protecció dels seus amics, rere totes les parets hi ha espies esperant al millor moment per robar l'invent i entregar-lo al seu malvat i enigmàtic patró.
Aquest és l'únic llargmetratge d'animació d'en Tintín que no es va inspirar en cap còmic per crear la història, sinó que l'argument es va escriure expressament per portar al jove periodista —professió que sembla tenir apartada— a la pantalla gran, i és l'últim llargmetratge d'animació tradicional de les històries d'Hergé.
Tintín i el llac dels taurons és una excel·lent pel·lícula juvenil amb tots els elements essencials del còmic —a excepció dels pantalons de golfista de Tintín— que funciona a la perfecció, exceptuant alguns defectes deguts, sobretot, al salt temporal dels anys setanta en avui. Un exemple d'aquest canvi d'estil són els moments musicals que queden una mica fora de lloc.
L'acció de bona part de l'obra transcorre de nou a l'imaginari país de Sildàvia. Allà hi apareixen els simpàtics Niko i Nuxka. Els sis personatges principals de Tintín (el mateix Tintín, Haddock, Tornassol, Milú, i els dos Dupond) hi apareixen, així com el malvat Rastapópulos.
La motivació de l'obra és la lluita contra els falsificadors d'obres d'art, i l'intent d'aconseguir un estrany aparell de ciència-ficció per duplicar objectes.